# Угаин (нос)
Носът Угаин (на английски: Ugain Point) е скалист морски нос на западния бряг на остров Ръгед (Грапав) край остров Ливингстън, отделящ залива Смядово на север от залива Богомил на юг. Разположен 1.76 км на север-северозапад от нос Бенсън, 970 м северно от нос Кокаляне и 1.55 км южно от нос Шефилд. Районът е посещаван от ловци на тюлени през 19 век.
Координатите му са: 62°37′39.9″ ю. ш. 61°17′57″ з. д. / 62.62775° ю. ш. 61.299167° з. д..
Наименуван е на българската владетелска династия Угаин (8 век). Името е официално дадено на 23 ноември 2009 г.
Британско картографиране от 1968 г., испанско от 1992 г., българско от 2005 г., от 2009 г. и от 2010 г.

## Карти
- Península Byers, Isla Livingston Архив на оригинала от 2013-11-09 в Wayback Machine.. Mapa topográfico a escala 1:25000. Madrid: Servicio Geográfico del Ejército, 1992.
- L.L. Ivanov et al, Antarctica: Livingston Island, South Shetland Islands (from English Strait to Morton Strait, with illustrations and ice-cover distribution), 1:100000 scale topographic map, Antarctic Place-names Commission of Bulgaria, Sofia, 2005
- Л. Иванов. Антарктика: Остров Ливингстън и острови Гринуич, Робърт, Сноу и Смит. Топографска карта в мащаб 1:120000. Троян: Фондация Манфред Вьорнер, 2009. ISBN 978-954-92032-4-0
- Л. Иванов. Карта на остров Ливингстън. В: Иванов, Л. и Н. Иванова. Антарктика: Природа, история, усвояване, географски имена и българско участие. София: Фондация Манфред Вьорнер, 2014. с. 18-19. ISBN 978-619-90008-1-6